# Mitterrohrenstadt
Mitterrohrenstadt ist ein Gemeindeteil der Gemeinde Berg bei Neumarkt in der Oberpfalz im Landkreis Neumarkt in der Oberpfalz in Bayern.

## Geografie
Das Dorf liegt im Oberpfälzer Jura, ca. 6,5 km nördlich des Gemeindesitzes im Tal des Rohrenstädter Baches. Es ist mit Oberrohrenstadt zusammengewachsen.
Mitterrohrenstadt ist über eine Gemeindeverbindungsstraße zu erreichen, die von der Kreisstraße NM 9 nahe bei der Ausfahrt Oberölsbach der A 3 abzweigt und über Unterrohrenstadt und Mitterrohrenstadt weiter nach Oberrohrenstadt führt.
Vom Ort geht eine Gemeindeverbindungsstraße hinauf nach Stöckelsberg. Über einen Wanderweg, dem 2016 errichteten „Racklburgweg“, gelangt man zum Standort der einstigen Racklburg.

## Geschichte
Der Ort Rohrenstadt ist geteilt in Unterrohrenstadt, Mitterrohrenstadt und Oberrohrenstadt. In (Mitter-)Rohrenstadt saßen ursprünglich die Rohrenstädter/Rornstädter, die um die Mitte des 13. Jahrhunderts erstmals fassbar werden. Sie waren Ministeriale der Hirschberger und Wohltäter des Benediktinerklosters Kastl. Ihr Stammsitz stand auf dem Berg oberhalb von Mitterrohrenstadt, im Volksmund „Racklburg“ genannt (nordöstlich von Mitterrohrenstadt und westlich von Wünricht gelegen); es sind nur noch Steinhaufen und -wälle sichtbar. Zum Schloss gehörten die Ackergründe am Berg gegen Wünricht und Wiesengründe am Rohrenstädter Bach. Um 1350 ist die Kirche von (Ober-)Rohrenstadt erstmals urkundlich erwähnt, als eine Glocke angeschafft wurde; selbständige Pfarrei war Rohrenstadt St. Kolomann, zu der Mitterrohrenstadt gehörte, von 1444 bis zur Reformation 1625, wobei das Präsentationsrecht die Rornstädter bis zum Verzicht im Jahre 1522 besaßen und auch ein späterer Schlossbesitzer mit seinem Gesuch von 1693 an die Regierung in Amberg nicht mehr beanspruchen konnte. Der letzte Rornstädter, Georg von Rornstatt, hatte nämlich seinen Besitz, das „Pfarrlehen, Vogtey, Höfe, Zins, Gült, Mannschaft und Gerechtigkeiten zu Ober-. Mitter- und Unterrohrenstatt“ 1522 an den pfälzischen Kurfürsten Ludwig V. verkauft, der Rohrenstadt dem Pflegamt Haimburg unterstellte. Der größere Besitz im Mitterrohrenstadt war stift-kastlisch und gehörte zur klösterlichen Hofmark Litzlohe. Dieses Lehensgut wurde bis zur Säkularisation des Klosters 1803 an verschiedene Adelige verliehen. Auch die Reichsstadt Nürnberg war in Mitterrohrenstadt begütert.
Im Landshuter Erbfolgekrieg 1504/05 wurde das Dorf gebrandschatzt. Vermutlich wurde auch die Racklburg in diesem Krieg, durch den die Gegend für fast zwei Jahrzehnte an Nürnberg fiel, zerstört. Im Dreißigjährigen Krieg meldete das Amt Pfaffenhofen 1639 der pfalzgräflichen Regierung in Amberg für Unterrohrenstadt, Mitterrohrenstadt und Reichelshof (= Reicheltshofen) zusammen nur acht Höfe als belegungsfähiges Winterquartier für Truppen; die Mehrzahl der Höfe lag wohl kriegsbedingt öd. Gegen Ende des Alten Reiches, um 1800, bestand Mitterrohrenstadt aus 15 Anwesen, die fünf Grundherren gehörten. Größter Grundherr war das Kastenamt Pfaffenhofen, dessen Untertanen auf einem Dreiachtelhof, einem Viertelhof, zwei Dreisechzehntelhöfen, drei Einachtelhöfen und einem Sechzehntelhof saßen. Stift-kastlich waren ein Viertelhof und ein Sechzehntelhof. Dem Kastenamt Haimburg gehörte der Halbhof Bogner, dem Klosterpflegeamt Engelthal der Halbhof „Merzenhof“, wohl die Schenkung einer Nürnberger Patrizierfamilie. Die Reichsstadt Nürnberg verwaltete im Landalmosenamt das Mühlgut, einen Achtelhof und einen Zweiunddreißigstelhof. Die Hochgerichtsbarkeit übte das kurfürstliche Pflegamt Haimburg aus.
Im Königreich Bayern (1806) wurde ein Steuerdistrikt Stöckelsberg, bei der Gemeindebildung um 1810/20 die Ruralgemeinde Stöckelsberg im Landgericht und Rentamt Kastl gebildet. Ihr gehörten die Ansiedelung Stöckelsberg und das ehemalige, vom Kloster Kastl als Lehen vergebene Rittergut Rornstadt an, bestehend aus Unter-, Mitter- und Oberrohrenstadt. 1862 kam das Landgericht Kastl und damit auch die Gemeinde Stöckelsberg zum neuen Bezirksamt Velburg, bei dessen Auflösung im Jahr 1880 zum Bezirksamt Neumarkt in der Oberpfalz.
1850/51 wurde der Zweidrittelzehnt des Pfarrers von Stöckelsberg „in den 3 Rohrenstadt“ fixiert auf 23 Scheffel Korn und elf Scheffel Haber. In der Flur von Mitterrohrenstadt standen um 1937 zwei Feldkreuze. 1908 gab es im Dorf eine Schule, in die die Kinder von ganz Rohrenstadt, Reicheltshofen und Wünricht gingen.
Im Zuge der Gebietsreform in Bayern fusionierten am 1. Mai 1972 die Gemeinde Stöckelsberg und die aufgelöste Gemeinde Häuselstein mit ihren vier Gemeindeteilen Häuselstein, Reicheltshofen, Wünricht und Mauertsmühle. Diese vergrößerte Gemeinde wurde ihrerseits am 1. Mai 1978 in die Großgemeinde Berg eingegliedert. Seitdem ist Mitterrohrenstadt ein Gemeindeteil von Berg bei Neumarkt in der Oberpfalz. Hatte Mitterrohrenstadt im 19. Jahrhundert etwa 100 Einwohner, so stieg diese Zahl im 20. Jahrhundert an, bei zunehmendem Wohnungsbau deutlich in den 1980er Jahren, so dass die Einwohnerzahl inzwischen bei rund 140 liegt.
Die Mühle von Mitterrohrenstadt wurde von einem 300 m langen, inzwischen verfüllten Mühlbach des Rohrenstädter Baches angetrieben und war mit einem oberschlächtigen Mühlrad ausgestattet, bis 1939 eine Francis-Turbine mit 6,5 PS Leistung eingebaut wurde. Der Mahlbetrieb wurde um 1960 aufgegeben, das bei einer Versteigerung der Wurm’schen Mühle im Jahr 1865 erwähnte Sägewerk bereits 1910 stillgelegt.
Der 1964 gegründete Schützenverein Wiesengrund Rohrenstadt hat sein 1998 eingeweihtes Schützenhaus in der Unteren Dorfstraße von Unterrohrenstadt.

### Einwohnerentwicklung von Mitterrohrenstadt
- 1836: 93 (18 Häuser)[17]
- 1871: 93 (37 Gebäude; Viehbestand: 4 Pferde, 67 Stück Rindvieh)[18]
- 1900: 115 (24 Wohngebäude)[19]
- 1937: 108 (Katholiken)[20]
- 1950: 135 (24 Wohngebäude)[21]
- 1961: 116 (23 Wohngebäude)[22]
- 1970: 120[23]
- 1987: 128 (38 Wohngebäude, 40 Wohnungen)[24]
- 2015: 142 (Stand: 31. Dezember; 77 männlich, 65 weiblich)[25]